# Narnali
Narnali is een plaats (frazione) in de Italiaanse gemeente Prato.